# Pueblo Nuevo Usumacinta
Pueblo Nuevo Usumacinta är en ort i Mexiko.   Den ligger i kommunen Palenque och delstaten Chiapas, i den sydöstra delen av landet, 800 km öster om huvudstaden Mexico City. Pueblo Nuevo Usumacinta ligger 100 meter över havet och antalet invånare är 139.
Terrängen runt Pueblo Nuevo Usumacinta är huvudsakligen kuperad, men västerut är den platt. Runt Pueblo Nuevo Usumacinta är det ganska glesbefolkat, med 26 invånare per kvadratkilometer. Närmaste större samhälle är Tenosique de Pino Suárez, 11,5 km norr om Pueblo Nuevo Usumacinta. I omgivningarna runt Pueblo Nuevo Usumacinta växer i huvudsak städsegrön lövskog.